# Hoang-Phuc-Pagode

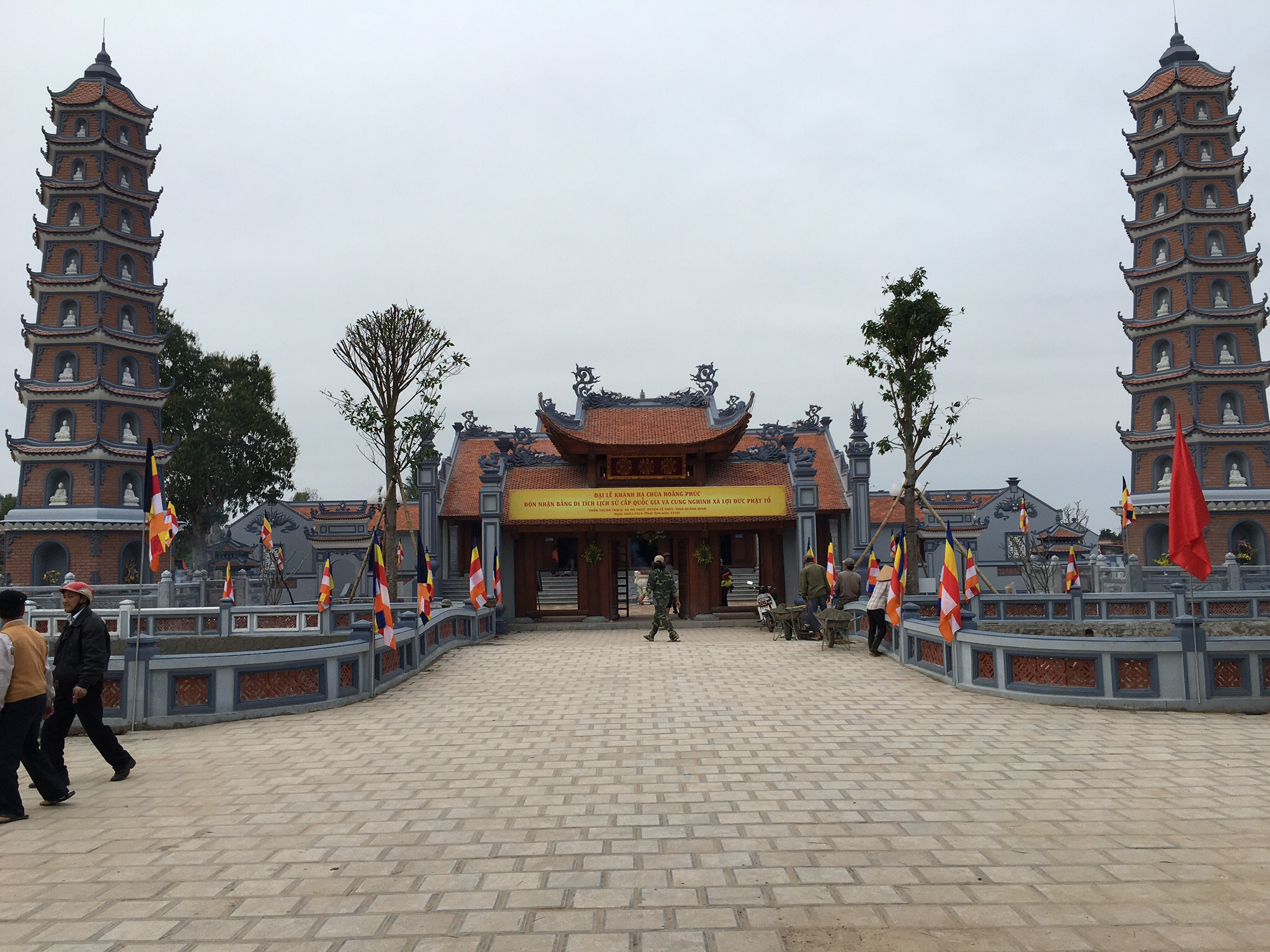
Hoang-Phuc-Pagode

Die Hoằng-Phúc-Pagode (vi. Chùa Hoằng Phúc 弘福寺 oder Chùa Quan, auch Chùa Trạm) ist ein buddhistischer Tempel in der Gemeinde Mỹ Thủy, Kreis Lệ Thủy, Provinz Quảng Bình, Vietnam. Er wurde vor mehr als 700 Jahren gebaut und ist einer der ältesten Tempel in Zentralvietnam. Der Tempel wurde mehrmals wieder aufgebaut und umbenannt. Im Jahr 1985 wurde der Tempel durch einen Tropensturm zerstört. Im Dezember 2014 wurde der Wiederaufbau begonnen und im Januar 2016 abgeschlossen. 
Eine birmanische buddhistische Sangha spendete dem Tempel Sariras vom Shwedagon.

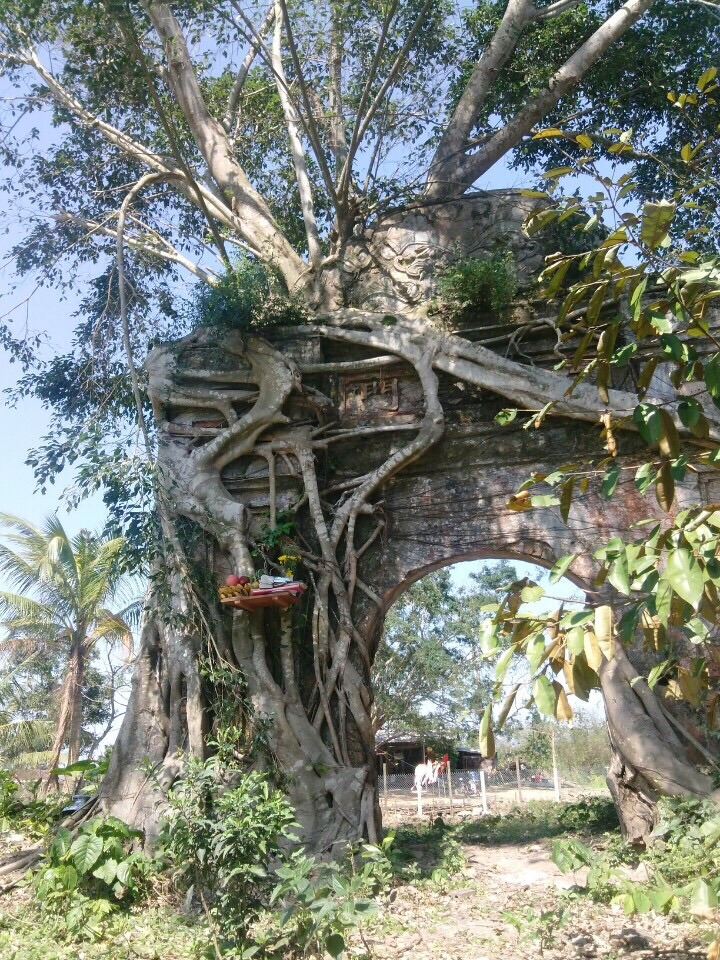
Das alte Tor der Hoang-Phuc-Pagode